# مردم دایاک
مردم دایاک (انگلیسی: Dayak people) (‎i‎/ˈdaɪ.ək/‎; هجی قدیمی‌تر: Dajak) یا دیاک (Dyak) یا دایو (Dayuh) یکی از گروه‌های بومی بورنئو هستند. این واژه، یک اصطلاح خام و بی‌قاعده است که برای بیش از ۲۰۰ گروه قومی مستقر در سواحل رودخانه و ارتفاعات، که بیشتر در مرکز و سرزمین داخلی جنوبی در بورنئو هستند، بکار گرفته می‌شود که هر کدام دارای گویش، قوانین، قلمرو و فرهنگ مخصوص خود می‌باشند، هرچند ویژگی‌های اختصاصی مرسوم به سهولت قابل شناسایی است. زبان‌های دایاک به عنوان بخشی از زبان‌های آسترونزیایی دسته‌بندی شده‌اند. قوم دایاک از لحاظ اعتقادی به جاندارانگاری معتقد بودند، ضمن اینکه از قرن نوزده، به خاطر ترویج و گسترش ادیان ابراهیمی، تعداد زیادی از مردم به مسیحیت و اسلام ملحق شدند.

## ریشه‌شناسی
به طور معمول اینطور پنداشته می‌شود که ریشه این نام از واژه برونئی و ملاناو به معنی <<مردم داخل>> (interior people) است، بدون اینکه به گروه قومی مشخصی اشاره داشته باشد‌. این واژه به عنوان اصطلاح پوششی کلان برای اشاره به بومیان غیر‌مسلمان برونئی در بین نویسندگان هلندی و آلمانی مورد قبول واقع شد‌. بدینسان از نظر تاریخی، تفاوت بین بومیان دایاک و غیر‌دایاک را می‌توان همچون یک تمایز مذهبی قلمداد کرد.